# フィアット・500L
500Lは、フィアットが製造・販売している小型MPV（ミニバン）で、フィアット500の派生モデルである。

## 概要
2012年3月のジュネーヴモーターショーで発表された。車名の“L”は“Large”を意味しており、500ハッチバックよりも594mm長く、153mm広く、175mm高いボディを持つ。プラットフォームは500とは異なり、プントのものがベースとなっている。
2013年から100か国以上で販売が行われる予定である。
エンジンは当初ガソリン2種類（直列2気筒0.9Lツインエアと直列4気筒1.4L）とディーゼル1種類（直列4気筒1.3L）がラインナップされ、後に直列4気筒1.6Lディーゼルも追加された。
500Lのユニークな装備にラバッツァが開発した車載エスプレッソマシンがある。市販車では世界初のことである。
2012年11月、ロサンゼルスオートショーで500Lの北米仕様が発表された。エンジンは500アバルトと同じ直列4気筒1.4Lのマルチエアターボで、最高出力160HP、最大トルク184lb-ft (249N・m)を発揮する。トランスミッションは6速MTと乾式クラッチを持つ6速DCTの2種類。駆動方式はFWDのみとなる。また、インフォテインメントシステムとして5インチタッチスクリーンを備えたUconnect 5.0が搭載される。

### 500Lトレッキング
2012年11月のロサンゼルスオートショーではまた、擬似SUV版の500Lトレッキング (500L Trekking) が世界初公開された。地上高が上げられ、専用のフロントおよびリアフェイスが与えられ、拡大されたホイールアーチとボディ側面に黒色モールディングが施され、17インチアロイホイールが装着され、ツートーン（黒色/茶色）の内装を備える。また、トレッキングでは6.5インチスクリーンのUconnect 6.5も選択可能となっている。

### 500Lリビング
2013年6月には3列シート7人乗り仕様の500Lリビング (500L Living) が発表された（イギリスなど一部の国では500L Wagonを名乗る）。500Lから全長が210mm延長されて4,350mmとなり、また全高も10mm高い1,670mmとなっている。3列目のシートを倒すと、500Lよりも238リットル大きい638リットルのラゲッジスペースが得られる。パワートレーンは500Lと同様である。
なお、500Lリビングは500L、500Lトレッキングとは異なり、北米市場には投入されない。

### 生産拠点
500Lシリーズはセルビアのクラグイェヴァツ工場にて生産される。以前はザスタバの工場であったが、2008年にフィアットが買収し10億ユーロを投じて最新鋭の設備を持つ工場に生まれ変わらせた。2012年4月16日にはセルビア首相（当時）ミルコ・ツヴェトコヴィッチほか150名の来賓を招待して開所記念式典が行われた。